# Diana Plancianas tempel
Diana Planciana tempel var ett tempel på Quirinalen i Rom, tillägnat gudinnan Diana.
Templet uppfördes på initiativ av Gneo Plancio cirka 55 f.Kr. Det är känt att det stod en monumental staty av gudinnan utanför templet. 